# Tonto Basin Outlaws
Tonto Basin Outlaws è un film del 1941 diretto da S. Roy Luby.
È un film western statunitense con Ray Corrigan (accreditato come Ray 'Crash' Corrigan), John 'Dusty' King e Max Terhune (accreditato come Max 'Alibi' Terhune). Fa parte della serie di 24 film western dei Range Busters, realizzati tra il 1940 e il 1943 e distribuiti dalla Monogram Pictures.

## Produzione
Il film, diretto da S. Roy Luby su una sceneggiatura di John Vlahos con il soggetto di Earle Snell, fu prodotto da George W. Weeks per la Monogram Pictures tramite la società di scopo Range Busters dal 17 settembre 1941. Il brano della colonna sonora Cabin of My Dreams fu composto da John King (parole) e Jean George (musica).

## Distribuzione
Il film fu distribuito negli Stati Uniti dal 10 ottobre 1941 al cinema dalla Monogram Pictures.

## Promozione
Le tagline sono:
- "THE RANGE BUSTERS MOST THRILLING ADVENTURE!".
- "A War Depends On Their Quest... as the Range Busters Ride Into Wyoming's Toughest Set-up!".